# ゴイアニア被曝事故
ゴイアニア被曝事故（ゴイアニアひばくじこ、ブラジルポルトガル語: Acidente radiológico de Goiânia）は、1987年9月13日にブラジルのゴイアニア市で発生した原子力事故である。
同市内にあった廃病院跡に放置されていた放射線治療用の医療機器から放射線源格納容器が盗難により持ち出され、その後廃品業者などの人手を通しているうちに格納容器が解体されてガンマ線源の137Cs（セシウム137）が露出。光る特性に興味を持った住人が接触した結果、汚染者は249人に達し、このうち20名が急性放射線障害の症状が認められ、4名が死亡した。
国際原子力事象評価尺度(INES)は、スリーマイル島原子力発電所事故やウィンズケール原子炉火災事故と同等のレベル5と評価された。

## 事故の経緯
以下はIAEA（国際原子力機関）のまとめた報告書による。

### 線源の概要
1. 容器（鉛）
2. 止め輪
3. 放射線源
4. 入れ子式ステンレス鋼製キャニスター
5. ステンレス製のふた
6. 放射線防護用内部シールド
7. 放射性物質 (137Cs) のシリンダー（直径30 mm）

ホイールタイプの放射線治療装置。青い長方形の部分が放射線源（塩化セシウム）を表す。開口部からガンマ線が照射される。

放射線源格納容器の構造

移転のため廃院となった放射線治療施設に放置されていた、治療装置（照射装置）が盗み出されたものである。
この施設は1971年に認可を受け、医師の団体によって運営されていたが、1985年に所有権が移転し、60Co（コバルト60）を使用した照射装置も別の場所に移転した。しかし137Csを使用した照射装置は所有権を巡って地元自治体とトラブルになっており、壁が崩壊した建物とともに放置されていた。
線源は直径36.3 ミリメートル (mm)×高さ47.5 mmの円柱形で、さらに大型の遮蔽装置の中に入れられており、ダイヤルキーのように遮蔽物の窓に面した時のみ照射が行われるようになっている。封入された137Csは93 グラムであり、製造当初の放射能は74テラベクレル (TBq)、事故当時では推定50.9TBqであった。

### 盗難
- 1987年9月10〜13日頃、2人の若者ロベルト・ドス・サントス・アウヴェス(Roberto dos Santos Alves)とワグナー・モタ・ペレイラ(Wagner Mota Pereira)が、廃病院に高価な品があるという噂を聞きつけて侵入。線源容器がはめ込まれていたダイヤルキー状の回転遮蔽装置ごと持ち出し、ロベルトの自宅に持ち帰った。
施設からロベルトの自宅までの区間に放射線漏れは認められなかったが、2人は線源からのガンマ線を被曝し続けた。
- 13日 2人に嘔吐の症状が出現するも、食あたりと考え放置。
- 14日 ワグナーにめまい、下痢、おそらく線源に直に当たり続けたと思われる左手に浮腫が出現。
- 15日 ワグナーは病院を受診。食物アレルギーと診断され、その日は軽い仕事しかできなかった。

### 放射能漏洩
- 18日 ロベルトが自宅の庭で、線源容器にドライバーで小さな穴を開けた。中の粉末を彼は火薬と思い火をつけようとした。
事故発覚後、この場所は地上1メートルで毎時1.1グレイ (Gy)という高濃度の汚染が見つかり、表土の除去とロベルトの自宅の解体除去も行われた。
- 同日、ロベルトは解体屋のデヴァイル・アウヴェス・フェレイラ(Devair Alves Ferreira)に線源容器を回転遮蔽装置ごと売却。デヴァイルは自宅敷地内の解体工場に保管したが、同日夜、それが青白く光っていることに気づく。彼は線源容器を自宅に運び込み、翌日から3日にわたって数人の知人を家に呼んで光る粉末を見せた。
- 21日 デヴァイルの友人がデヴァイル宅でドライバーを使ってさらに中の顆粒状のセシウムを取り出した。友人はそれを持ち帰り、弟にも一部を分け与えた。デヴァイルもセシウムを親族に配った。カーニバルの時に衣装をそれで光らせようという考えもあったようである。
- 21〜23日 デヴァイルの妻ガブリエラ・マリア・フェレイラ(Gabriela Maria Ferreira)に嘔吐と下痢の症状が現れ、病院を受診するが食物アレルギーと診断された。ガブリエラが動けないため、その実母が地方からやってきて看病した。
- 22〜24日 デヴァイルの店の従業員イスラエル・バプティスタ・ドス・サントス(Israel Baptista dos Santos)とアジミウソン・アウヴェス・ヂ・ソウザ(Admilson Alves de Souza)が回転遮蔽装置から鉛を抽出しようと作業する過程で被曝。
- 23日 ロベルトが皮膚症状で入院。放射線皮膚炎であるとはこの時点で誰も気づいていなかった。原因不明のまま4日後には熱帯病病院に転院した。
- 24日 デヴァイルの隣の家に住む弟イヴォ・フェレイラ(Ivo Ferreira)がセシウムの粉末を貰い受け、食卓においた状態で家族が食事した。特にその娘レイデ・ダス・ネヴェス・フェレイラ(Leide das Neves Ferreira)はセシウムをいじった手で食事をしていた。
- 25日 デヴァイルは回転遮蔽装置と取り出した鉛を別の解体業者に転売。
- 26日 デヴァイルの店の従業員数人が鉛を求めて再度施設に侵入し、残った遮蔽装置300 キログラムを盗み出した。

### 事故発覚
- 28日 この頃には体調不良者が複数名となっていた。ガブリエラは光る粉が原因であると確信し、従業員とともに、転売先の解体工場から線源容器を取り返し、H（仮名）に持たせて2人で地元の保健当局事務所に向かう。ガブリエラは事務所の医師Jに線源容器の入ったカバンを渡し、「これがわたし達全員を殺そうとしている」と訴えた。医師Jは事務所の庭にそれを放置して2人を熱帯病病院に向かわせた。熱帯病病院では、同様の症状の者が数人受診しており、ガブリエラも同様に流行性の熱帯病と診断された。しかし医師Kは、一連の患者の一部に見られる皮膚病が放射線皮膚炎ではないかと疑い始めた。医師Kが、かつての同僚で中毒情報センター上級医の医師Lに相談したところ、医師Lは保健当局の医師Jからも相談を受けていたことが判明した。保健当局事務所に置かれたカバンの中身が放射性物質ではないのかという危惧が3人の医師の間で一気に高まった。
- 29日8:00 たまたまゴイアニアにいた放射線医学の専門医ワルター・メンデス・フェレイラ(Walter Mendes Ferreira)が連絡を受け、線量計を持って問題のカバンのある事務所に向かった。しかし建物の前で測定器が振り切れたので故障と思い、すぐに代替の線量計を持って事務所に向かったが同じように振り切れた。この時使われた線量計はウラン鉱脈探査のために使われるもので、人工の放射線源を探索するには感度が高すぎ、ここでワルターは測定不能な放射線源がそこにあると認識した。医師Mは建物内の人にすぐに避難するよう呼びかけた。
- 12:00 ワルターは医師Jの話を聞き、デヴァイルの解体工場に向かったが、周辺はどこも線量計の針が振り切れる汚染状態だった。2人の医師はデヴァイルをはじめとした周辺の住民に避難を要請した。
- 22:00 ワグナーが発見され、放射性物質が最初に漏れた場所とその後の汚染範囲が判明した。周辺住民は市内のオリンピックスタジアムに隔離され、計11万2000人が体表面汚染検査を受け、249人に汚染が認められた。除染を受けたのちに重症者はゴイアニア総合病院もしくは海軍病院に入院した。

## 症状の経過と結果

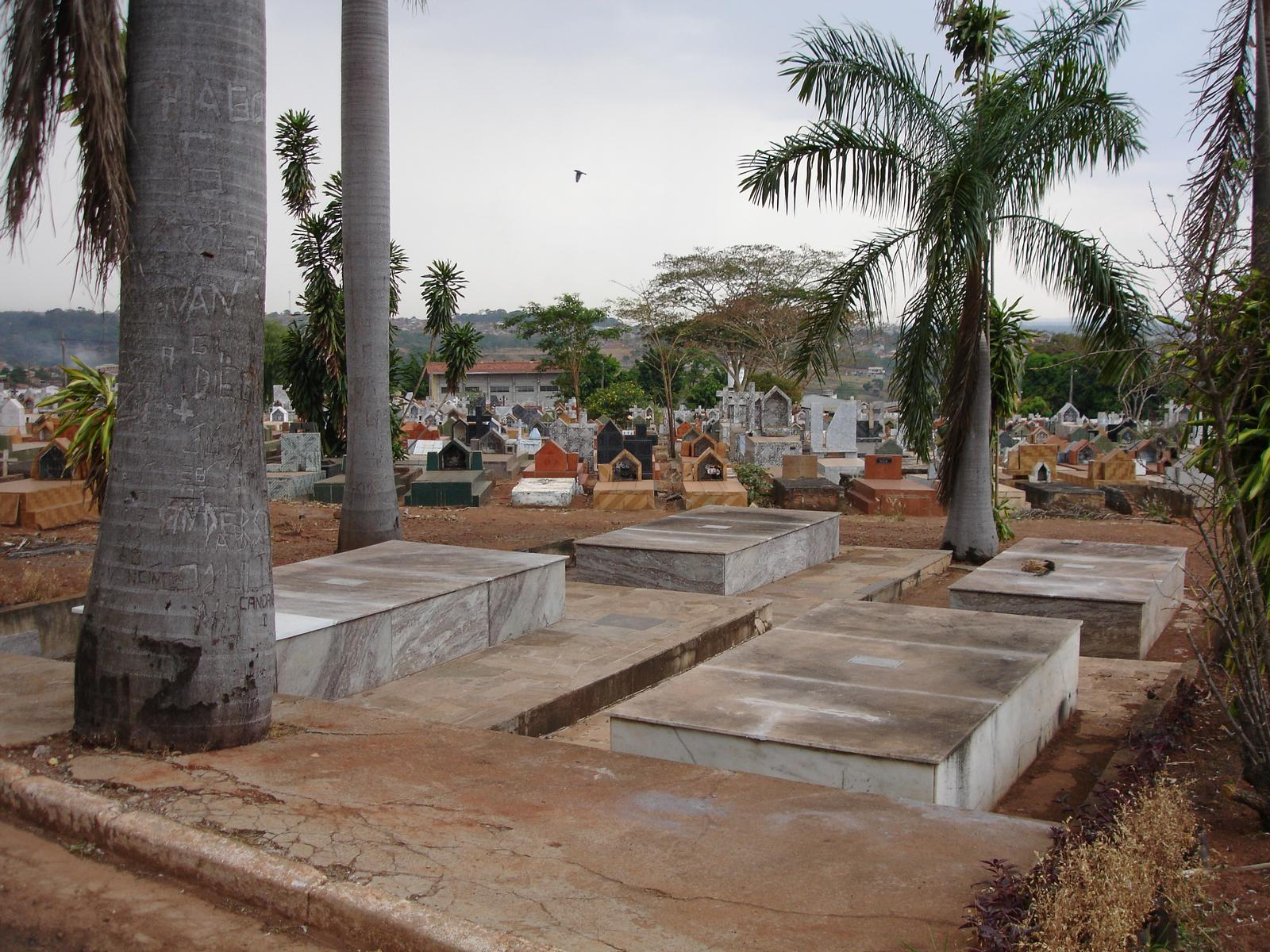
4人の埋葬場所。汚染を防ぐためコンクリートで造営された（2007年撮影）。

その後、除染作業でロベルト、ワグナー、デヴァイル、イヴォ、デヴァイルの友人の家など7棟が解体撤去され、汚染地域の表土が入れ替えられた。しかし雨による流出対策が不十分であった、廃棄物の最終処分場が不足していたなど、現代の水準からすると不十分だったとの指摘もある。回収された放射能は40 TBq以上で、封入されていたセシウムのほとんどが漏出していたことになる。
- 10月23日 ガブリエラが死亡（38歳）。デヴァイルの自宅内にとどまっていて、最も長い時間線源の近くで過ごしたため。推定被曝線量は5.7 Gyであった。
全脱毛と、眼窩を含め全身にまだら状の出血が見られた。口腔などの粘膜は血色に乏しかった。筋肉と内臓の多発性の出血。髄膜には多発性の出血痕があり、脳脊髄液は黄色化（英語版）しており死亡する数日以上前から脳内出血があったことを示唆する。消化管内には大量の血便が溜まっていた。脳や肝臓を含む多臓器の浮腫。
直接の死因は多発性の出血（特にクモ膜下出血）か敗血症のいずれかであろうが、その両方が同時に起きていた。他に再生不良性貧血（汎血球減少症）、放射線による皮膚や末梢血管の死滅が推定される。
- 同日 デヴァイルの弟イヴォの娘（デヴァイルの姪）レイデが死亡（6歳）。セシウムが手に付着した状態で食事をしたり、光る線源で遊んだりしており、推定被曝線量は6 Gyに達した。
頭部〜胸の浮腫、まだら状の脱毛、左掌を中心とした皮膚の壊死と多発する皮膚潰瘍。筋肉と内臓の多発性の出血があり、多量の内出血によって内臓の血流が阻害されていた。特に心臓と肺が圧迫されていた。消化管内に多量の血便と脱落した粘膜が混じる。髄液は無色透明。
直接の死因は内出血によって心臓と肺が圧迫されたこと。内部被曝が最も多い犠牲者だったため、外部被曝が主な原因となる脳・髄膜への影響は少なかった。
- 27日 イスラエルが死亡（22歳）。線源容器から鉛を抽出しようとする作業を3日にわたって続けたため、推定被曝線量は4.5 Gy。
皮膚の脱色、皮膚欠損が見られ、内股から陰部にかけてが最も重度。心嚢内出血、右心拡張、出血性の肺炎と胸膜線維化、リンパ節腫脹などであった。
直接の死因は気道内出血による呼吸不全だが、急性呼吸窮迫症候群と心タンポナーデも同時に起こしている。皮膚症状が内股に集中しているのはそこに線源を挟んでいたと推測され、放射されるガンマ線を主に胸部で被曝していたと思われる。
- 28日 アジミウソンが死亡（18歳）。原因は同上。推定被曝線量5.4 Gy。
全身の蒼白と全脱毛。まだら状の皮膚欠損と着色。気道内出血、右心拡張、筋肉内出血、肝・膵・脾・副腎の内出血があるが他の剖検例ほど重度ではない。
死因は再生不良性貧血と失血によるものであった。

他に重度の線量を被曝したのはロベルト、ワグナー、デヴァイル、イヴォのほか、ガブリエルの母（推定4.3 Gy、一時重体）、線源の入ったカバンを肩にかけていた従業員がおり、放射線熱傷などが見られた。入院したのは計20名であった。全員が退院までプルシアンブルーを投与されたが、内部被曝から数日以上が経っていたので体外排泄量は限られていた。
ロベルトはその後右腕を切断、ワグナーは右手の指何本かの切断を余儀なくされた。デヴァイルは7.0 Gyもの線量を被曝しながら生き残ったが脱毛や様々な臓器に問題が起き、1994年に放射線による癌とアルコール依存症による肝硬変で死亡した。また、イヴォはうつ病になり、2003年に過度の喫煙による肺気腫で死亡した。

### 地域社会への影響

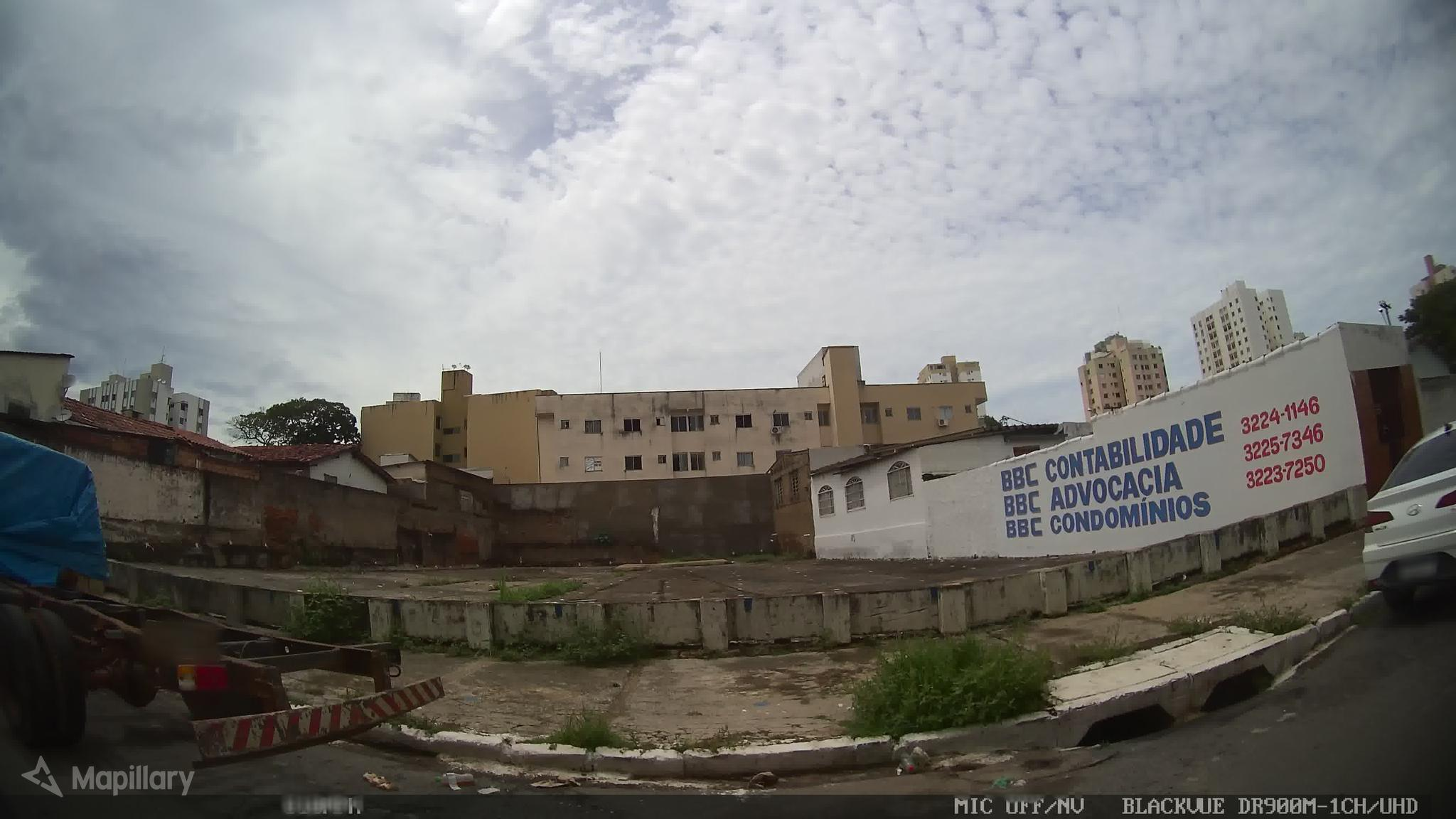
デヴァイルの解体工場の跡地（2020年）

前年のチェルノブイリ原子力発電所事故の記憶が世界中でさめやらぬ中、ブラジル国内では衝撃をもって報道された。汚染が見つからなかったにもかかわらず風評被害によって農産物価格は50 パーセント (%)下落、工業製品も40 %下落、ゴイアニア市民は公的機関の非汚染証明書がなければタクシーもホテルも拒否されるという事態が起こった。
こうした差別や高濃度汚染地域からの強制退去に対して市民の反感も強く、モニタリング用に設置された累積線量計を取り除いたり線量測定の作業を妨害するなどの行為も見られた。
死亡した4人の葬儀の際には、遺体が高濃度に汚染されているとして、葬儀を妨害しようとする暴徒を排除しなければならなかった。4人とも棺は鉛を内張りし、墓地の外れの一角に4人分の墓を分厚いコンクリートで造営して埋葬された。
治療施設のあった場所は汚染が見られず、現在は市民センターとなっている一方、デヴァイルの自宅兼解体工場の跡地は、周囲に民家がびっしり建っているにもかかわらず、事件以降も空き地のままである。ブラジルの各テレビ局は、事故の記憶を風化させないために繰り返しドキュメンタリーや再現ドラマを放映しており、デヴァイルの弟（上述のイヴォとは別の弟）は被害者の会代表としてそのほとんどに出演、またイヴォの妻も繰り返しインタビューに応じている。しかし、ロベルトは事故を起こした張本人として身の危険を感じているのか、顔を隠して出演している。

## 教訓
- 放射線照射装置のトレーサビリティの厳重化。貧しい地域において、放置された機械が盗難に遭うのは避けようがなく、そうでなくてもテロ行為や、あるいは年月の間に腐食して放射性物質の漏洩が起きる[3][4]。
- プライマリ・ケアに携わる医師は、他で説明できない症状を呈する患者がいた場合、いつでも放射線障害を疑うべきである[3]。
- 除染作業の対象閾値とそれに基づく立ち入り禁止区域の設定、線量の計測や除染作業を進めるには地域住民の理解と協力が不可欠である。
決定の過程とその根拠をすべてオープンにし、現代の水準で「危険か安全かわからない」水準についてどうするかはどこまでのリスクを許容してその地域に住みたいのか、そして地元の産業を風評被害と天秤にかけてどこまで存続させるかある程度は地元住民も決定に参加させる[2]。

## 本事件を題材にした作品
・『新スタートレック』 第168話「記憶喪失のアンドロイド」
・映画「カウントダウン」